# Mirăslău
Mirăslău (in ungherese Miriszló) è un comune della Romania di 2 205 abitanti, ubicato nel distretto di Alba, nella regione storica della Transilvania.
Il comune è formato da un insieme di 6 villaggi: Cicău, Decea, Lopadea Veche, Mirăslău, Ormeniș, Rachiș.
In questa località, in particolare nella zona denominata Dâmbul Rotund, tra il 18 e il 28 settembre 1600 ebbe luogo una battaglia tra Mihai Viteazul e un esercito di nobili ungheresi condotto dal generale Giorgio Basta, nella quale il primo venne sconfitto.

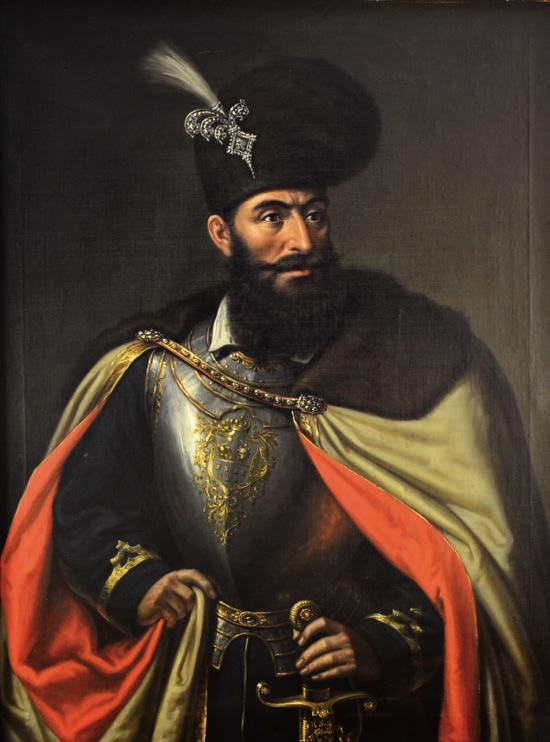
Mihai Viteazul
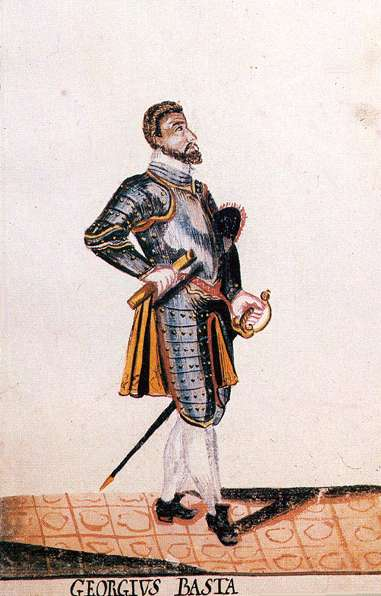
Giorgio Basta